# Battenberská šachovnice

Battenberská šachovnice

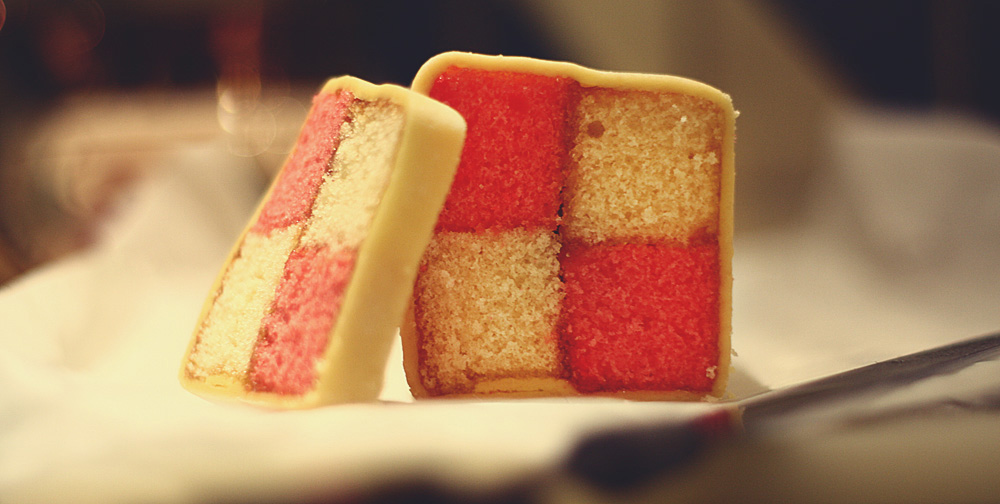
Battenberský řez

Battenberské značení (někdy taky battenburské) je druh vysoce reflexního značení používaného u složek integrovaného záchranného systému. Nejčastěji je ve formě tzv. battenberské šachovnice.

## Původ názvu
Název je odvozen od podobnosti šachovnice s battenberským řezem. Ten byl pravděpodobně vytvořen a nazván na počest svatby ve šlechtickém rodě Battenberg (jedna z jeho větví později přejmenována na Mountbatten), jehož název má původ z města Battenberg v severozápadním Hesensku (poblíž hranic se Severním Porýní-Vestfálskem). Jeho čtyři čtverce pravděpodobně reprezentovaly jeho čtyři představitele.

## Historie a charakteristika
Battenberské značení vzniklo v roce 1990 původně pouze pro hlídková vozidla britské dopravní a dálniční policie. Vzniklo z důvodu co nejlepší viditelnosti policejních vozidel jak za denního světla, tak také v noci. Úkolem bylo vytvořit reflexní značení, které by bylo viditelné ve dne už na vzdálenost 500 metrů.
Výzkumy ukázaly, že lidské oko je ve dne nejvíc citlivé na žluté a zelené odstíny barev, v noci na modré a zelené odstíny. Podle tohoto bylo vytvořeno značení šachovnice, kde se střídaly zpočátku především modrá barva se žlutou, později u dalších složek i jiné barvy. U záchranných vozidel bývá šachovnice nejčastěji umístěna na bočních částech vozidla, zadní strana bývá opatřena šikmými reflexními pruhy, u nichž se také střídají dvě barvy.
Od policie přešlo postupně značení i k hasičům, záchranné službě a dnes jej používají i některé civilní služby.
Battenberské značení se z Velké Británie rozšířilo i do dalších zemí. Využívá se např. v Austrálii, Irsku, Hongkongu, Švédsku nebo na Novém Zélandu. V kontinentální Evropě není příliš rozšířeno. Podle vyhlášky Ministerstva zdravotnictví České republiky mají zdravotnické záchranné služby v Česku od roku 2013 povinnost využívat zelenožlutou battenberskou šachovnici.

## Použití

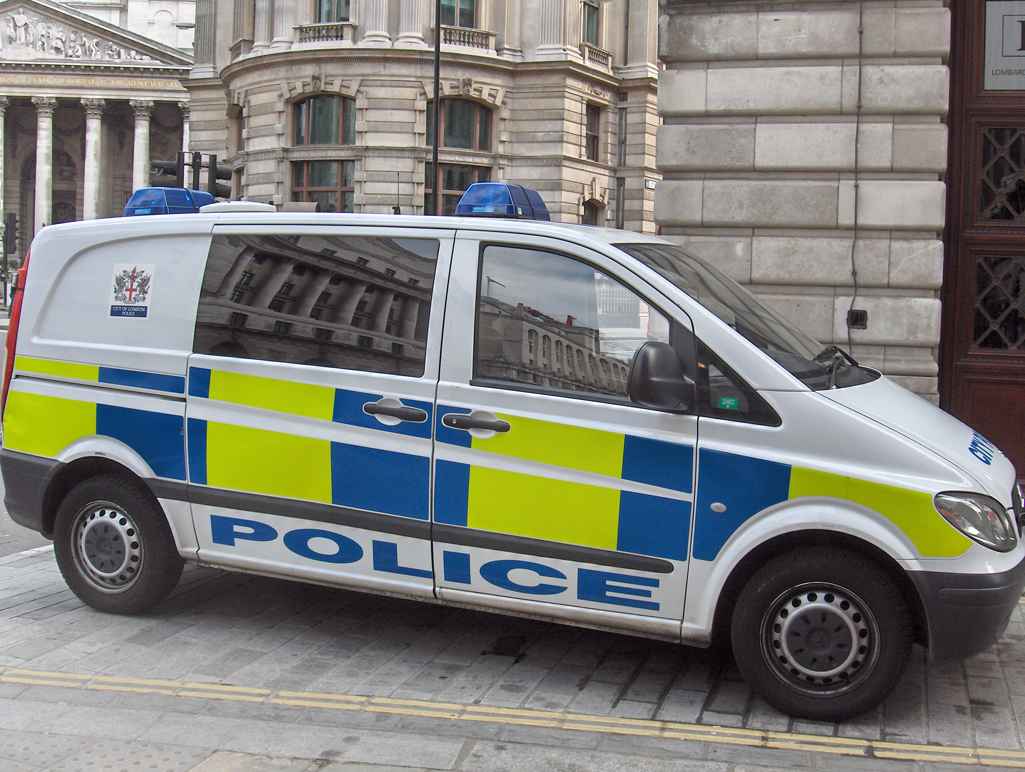
Vozidlo britské policie označeno battenberskou šachovnicí

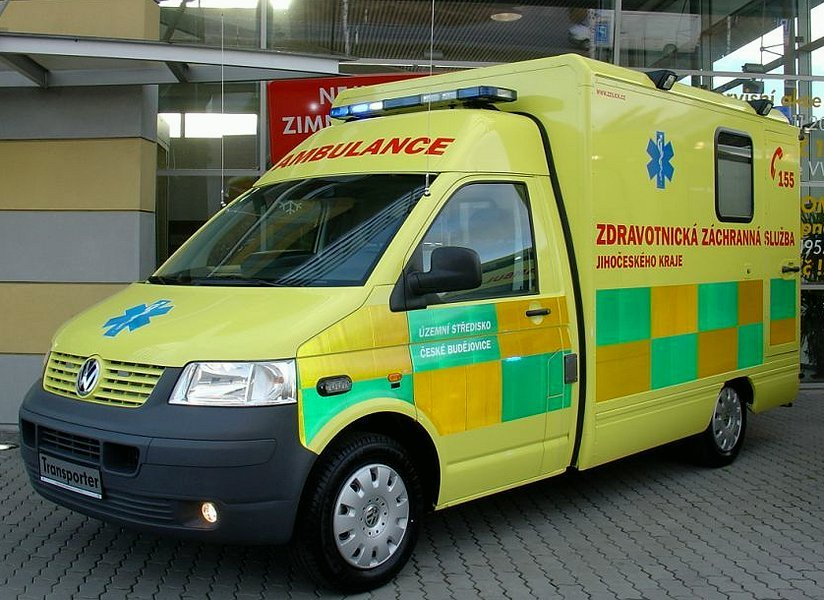
Jedno z prvních dvou sanitních vozidel, jež se v roce 2006 objevily ve vozovém parku Zdravotnické záchranné služby Jihočeského kraje s battenberskou šachovnicí

### Velká Británie
Ve Velké Británii je využíváno všemi složkami integrovaného záchranného systému a mnoha dalšími službami. Aby se značení jednotlivých vozidel nepletlo, využívá se pro každý druh jiných barev. Níže je uveden seznam modifikací.
| Battenberská šachovnice pro policejní účely     | Policie          | žlutá / modrá   |
| Battenberská šachovnice pro zachranářské účely  | Záchranná služba | žlutá / zelená  |
| Battenberská šachovnice pro hasičské účely      | Hasiči           | žlutá / červená |
| Battenberská šachovnice pro účely horské služby | Horská služba    | bílá / oranžová |

### Česko
První záchranná služba v Česku, která takové značení na svých sanitních vozidlech použila, byla Zdravotnická záchranná služba Jihočeského kraje. 
Nové značení se v Česku poprvé objevilo v roce 2006. Dalšími záchrannými službami, jež toto značení do vozového parku zavedly, byly Zdravotnická záchranná služba Pardubického kraje a Zdravotnická záchranná služba Zlínského kraje. 
Specifikem se stala Zdravotnická záchranná služba Libereckého kraje, která má ve vozovém parku zařazená vozidla se zelenožlutou battenberskou šachovnicí a jako jediná záchranná služba také s červenobílou battenberskou šachovnicí.
V roce 2011 obdrželo Územní středisko záchranné služby Středočeského kraje nová sanitní vozidla pro systém RV se zelenožlutou battenberskou šachovnicí. V lednu 2012 bylo otevřeno nové výjezdové stanoviště v Trutnově a Zdravotnická záchranná služba Královéhradeckého kraje současně převzala čtyři lékařské vozy Škoda Yeti se zelenožlutou battenberskou šachovnicí.
Vozidla Policie České republiky používají taky reflexní značení, nejedná se ale přímo o battenberskou šachovnici, je mírně modifikovaná (šikmé pruhy). Ostatní složky integrovaného záchranného systému v Česku tento druh značení nepoužívají. V roce 2012 vydalo Ministerstvo zdravotnictví České republiky vyhlášku, která od roku 2013 zavedla pro zdravotnické záchranné služby povinnost mít na vozidlech zelenožlutou battenberskou šachovnici.

## Galerie

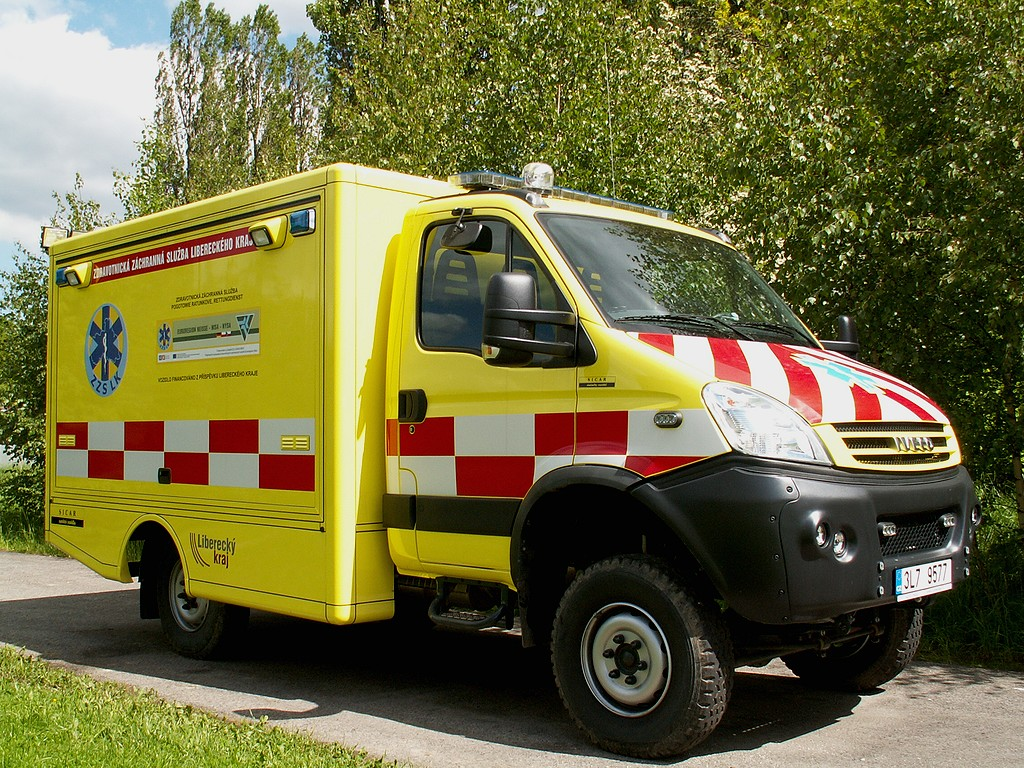
Iveco Daily pro řešení hromadných neštěstí ve vozovém parku Zdravotnické záchranné služby Libereckého kraje s červenobílou battenberskou šachovnicí
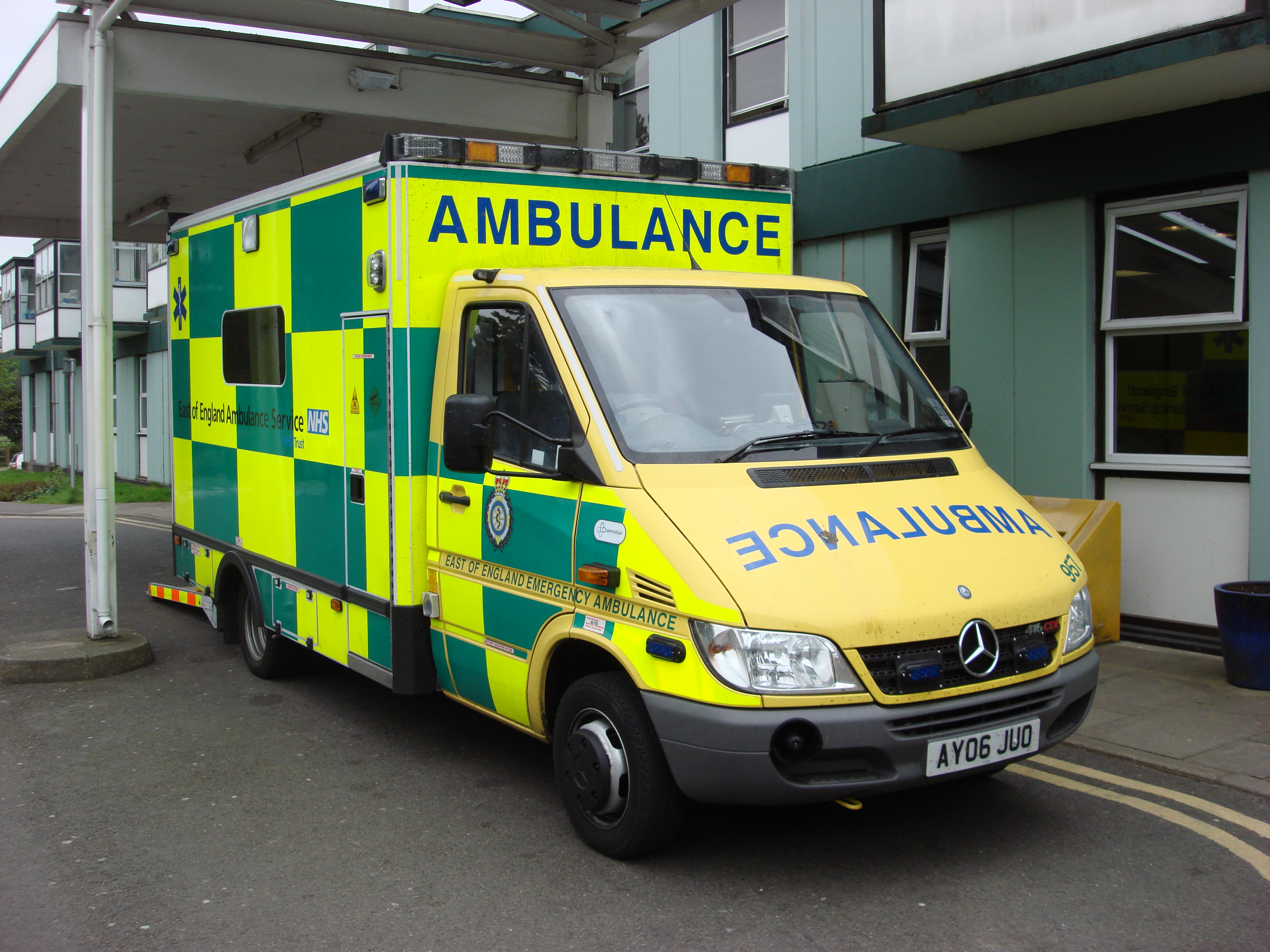
Sanitní vozidlo ve Velké Británii
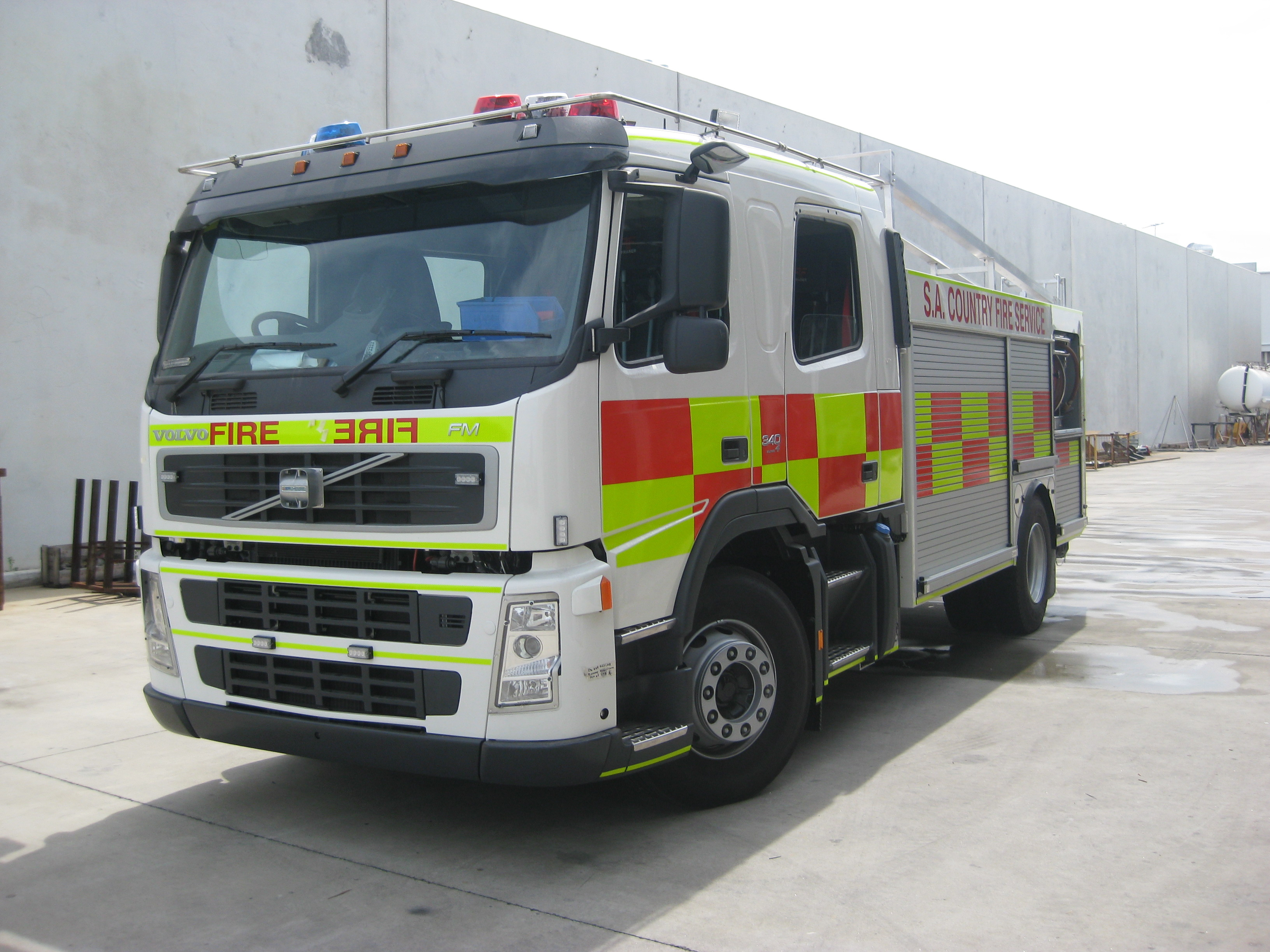
Hasičské vozidlo v Austrálii
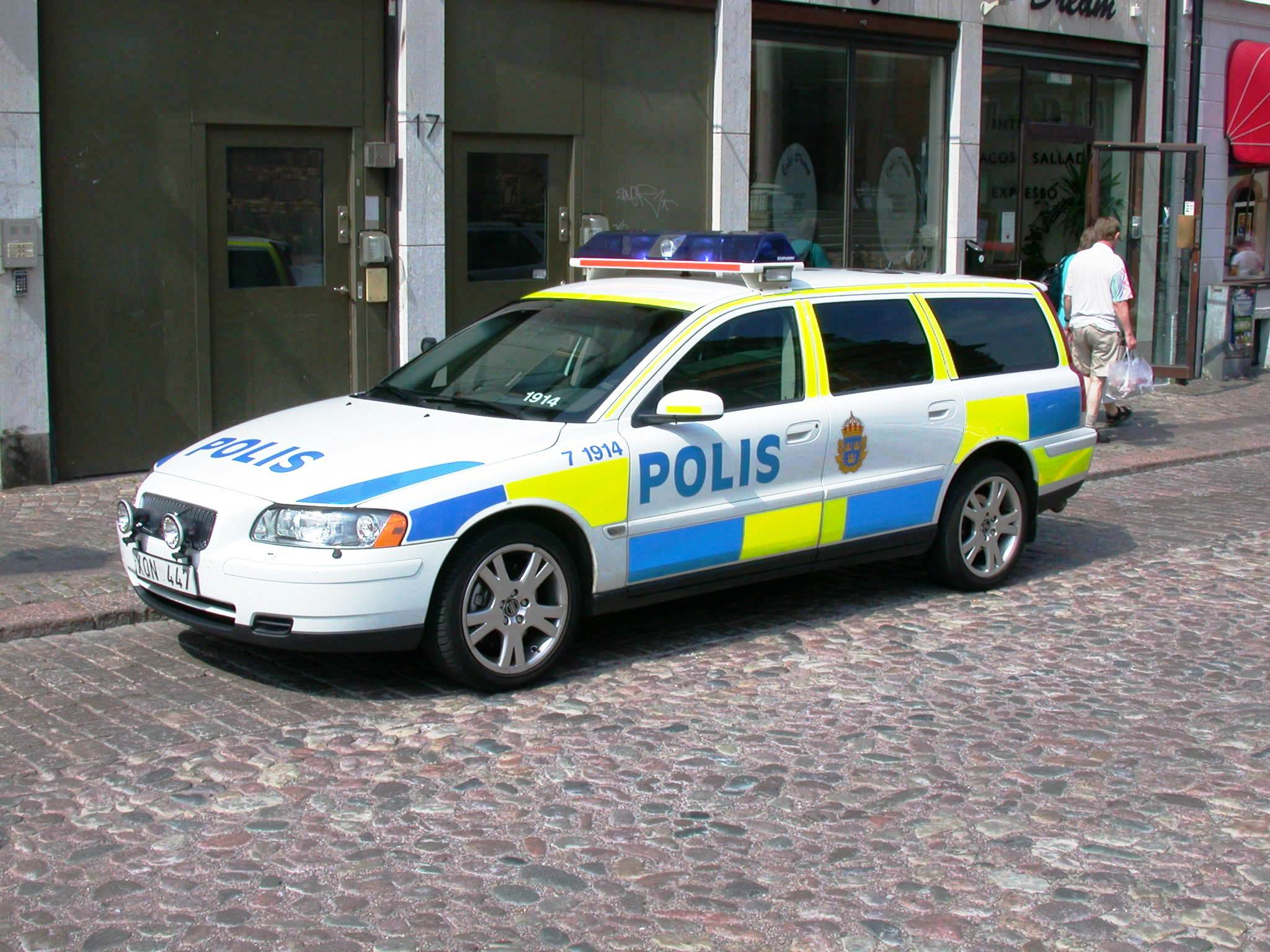
Vozidlo švédské policie
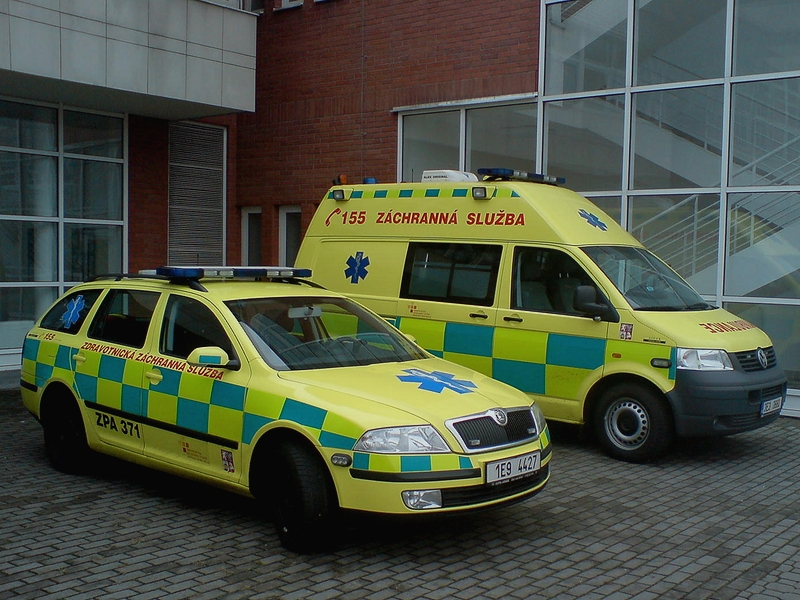
Sestava sanitních vozidel pro výjezdy v režimu RV Zdravotnické záchranné služby Pardubického kraje
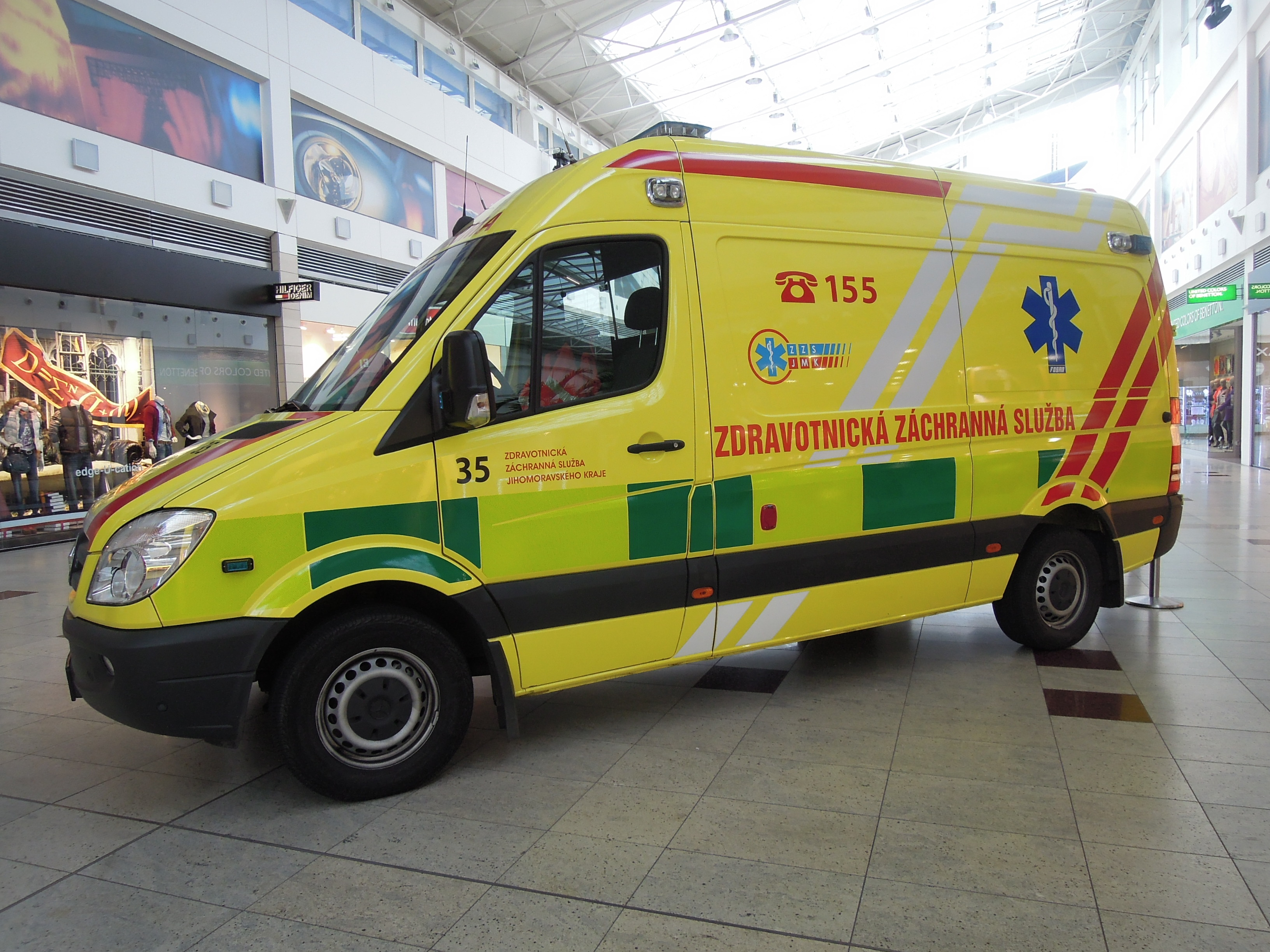
Sanitní vozidlo Zdravotnické záchranné služby Jihomoravského kraje v provedení s původními červenými polepy v kombinací s battenberskou šachovnicí